# EIF1B
El factor de iniciación de la traducción eucariota 1b es una proteína que en humanos está codificada por el gen EIF1B.